# Isabel de Meneses, Condessa de Portalegre
D. Isabel de Meneses (c. 1410 – ?) foi uma nobre portuguesa, filha de Pedro de Meneses, 1.º Conde de Vila Real, fundador da Casa de Vila Real. Casou-se com D. Rui Gomes da Silva, 1.º alcaide de Campo Maior.
Teve onze filhos, entre eles, Santa Beatriz da Silva, a fundadora da Ordem da Imaculada Conceição, em Toledo, e dama da infanta D. Isabel de Portugal, Rainha de Castela e Leão (esposa de D. João II).

## Dados Genealógicos
Casada com D. Rui Gomes da Silva, 1.º alcaide de Campo Maior e Ouguela.
Deixou a seguinte descendência:
- D. Pedro Gomes da Silva, 2º alcaide de Campo Maior e Ouguela;
- D. Fernão Gomes da Silva, alcaide-mor de Alter do Chão;
- D. Diogo da Silva, 1.º Conde de Portalegre;
- D. Afonso Teles da Silva, 3º alcaide-mor de Campo Maior e Ouguela;
- D. João de Menezes da Silva (Beato Amadeu da Silva)
- D. Branca da Silva, senhora de Figueiró e Pedrogão pelo casamento com João Rodrigues Ribeiro de Vasconcelos, 3.º Senhor de Figueiró
- D. Guiomar de Menezes, senhora de Miranda pelo casamento com D. Álvaro de Sousa, senhor de Miranda e alcaide-mór de Arronches, 19º Senhor da Casa de Sousa
- D. Beatriz da Silva e Menezes (Santa Beatriz da Silva)
- D. Maria de Menezes, senhora de Ponte da Barca pelo casamento com Gil de Magalhães, senhor de Ponte da Barca
- D. Leonor da Silva
- D. Catarina da Silva